# Aneuides ilaira
Aneuides ilaira är en insektsart som beskrevs av Ronald Gordon Fennah 1969. Aneuides ilaira ingår i släktet Aneuides och familjen sporrstritar. Inga underarter finns listade i Catalogue of Life.